# 제27회 골든 글로브상
제27회 골든 글로브상은 1969년 상영된 영화 중 가장 뛰어난 영화를 수상하기 위해 1970년 2월에 열린 시상식이다. 미국, 엠버서더 호텔/코코넛 그로브에서 개최되었다.

## 수상 및 후보

### 세실 B. 데밀 상
- 조안 크로포드 수상

### 작품상-드라마
- 천일의 앤 - 찰스 재롯 수상
- 내일을 향해 쏴라 - 조지 로이 힐
- 미드나잇 카우보이 - 존 슐레진저
- 미스 진 브론디의 전성기 - 로널드 님
- 데이 쇼트 하우스 - 시드니 폴락

### 여우주연상-드라마
- 천일의 앤 - 쥬느비에브 뷰졸드 수상
- 해피 엔딩 - 진 시몬스
- 미스 진 브론디의 전성기 - 매기 스미스
- 푸키 - 앨런 J. 파큘라
- 데이 쇼트 하우스 - 제인 폰다

### 남우주연상-드라마
- 진정한 용기 - 존 웨인 수상
- 천일의 앤 - 리처드 버튼
- 미드나잇 카우보이 - 더스틴 호프만
- 미드나잇 카우보이 - 존 보이트
- 파피 - 알란 아킨

### 작품상-뮤지컬코미디
- 산타 비토리아의 비밀 - 스탠리 크레이머 수상
- 선인장 꽃 - 진 삭스
- 굿바이 컬럼버스 - 래리 피어스
- 헬로 돌리 - 진 켈리
- 페인트 유어 웨건 - 조슈아 로간

### 여우주연상-뮤지컬코미디
- 미 나탈리 - 패티 듀크 수상
- 파트너 체인지 - 다이안 캐넌
- 선인장 꽃 - 잉그리드 버그만
- 제너레이션 - 킴 다비
- 헬로 돌리 - 바브라 스트라이샌드
- 존과 메리 - 미아 패로우
- 산타 비토리아의 비밀 - 안나 마냐니
- 스위트 샤러티 - 셜리 맥클레인

### 남우주연상-뮤지컬코미디
- 굿바이 미스터 칩 - 피터 오툴 수상
- 존과 메리 - 더스틴 호프만
- 페인트 유어 웨건 - 리 마빈
- 리버스 - 스티브 맥퀸
- 산타 비토리아의 비밀 - 앤서니 퀸

### 여우조연상
- 선인장 꽃 - 골디 혼 수상
- 굿바이 미스터 칩스 - 시안 필립스
- 헬로 돌리 - Marianne McAndrew
- 미드나잇 카우보이 - 브렌다 바카로
- 데이 쇼트 하우스 - 수잔나 요크

### 남우조연상
- 데이 쇼트 하우스 - 긱 영 수상
- 천일의 앤 - 안소니 퀘일
- 이지 라이더 - 잭 니콜슨
- 리버스 - 멧치 보겔
- 데이 쇼트 하우스 - 레드 버튼즈

### 외국어 영화상
- 제트 - 코스타 가브라스 수상

Girls in the Sun
- 사티리콘 - 페데리코 펠리니
- 빅 딕 - Ephraim Kishon
- 아달렌 31 - 보 비더버그

### 감독상
- 천일의 앤 - 찰스 재롯 수상
- 헬로 돌리 - 진 켈리
- 미드나잇 카우보이 - 존 슐레진저
- 산타 비토리아의 비밀 - 스탠리 크레이머
- 데이 쇼트 하우스 - 시드니 폴락

### 각본상
- 천일의 앤 - 브리짓 볼랜드 외 수상
- 내일을 향해 쏴라 - 윌리엄 골드먼
- 이프 이츠 튜즈데이 - David Shaw
- 존과 메리 - John Mortimer
- 미드나잇 카우보이 - 왈도 설트

### 음악상
- 내일을 향해 쏴라 - 버트 바카락 수상
- 천일의 앤 - Georges Delerue
- 굿바이 미스터 칩스 - 레슬리 브리커스
- 해피 엔딩 - 미셀 르그랑
- 산타 비토리아의 비밀 - 어니스트 골드

### 주제가상
- 미스 진 브론디의 전성기 - Rod McKuen 수상
- 내일을 향해 쏴라 - 버트 바카락
- 선인장 꽃 - 퀸시 존스
- 굿바이 컬럼버스
- 해피 엔딩 - 미셀 르그랑
- 산타 비토리아의 비밀 - 어니스트 골드
- 진정한 용기 - 엘머 번스타인